# جزيرة بحيص (حجة)

تعديل مصدري - تعديل

جزيرة بحيص (بحيس) هي إحدى جزر مديرية ميدي التابعة لمحافظة حجة.